# Alisher Zhumakan
Alisher Zhumakan, né le 17 janvier 1997 à Almaty, est un coureur cycliste kazakh.

## Palmarès sur route

### Par année
- 2014
  -  Médaillé d'argent du championnat d'Asie du contre-la-montre juniors
- 2017
  - 2e du championnat du Kazakhstan sur route

### Classements mondiaux
| Année                                 | 2017  | 2018  | 2019  | 2020 | 2021  | 2022 | 2023 | 2024  |
| ------------------------------------- | ----- | ----- | ----- | ---- | ----- | ---- | ---- | ----- |
| Classement mondial                    | 1005e | 3078e | 2800e | nc   | 2123e | nc   | nc   | 1600e |
| UCI Asia Tour                         | 143e  | 755e  | 287e  | nc   | 151e  | nc   | nc   | nc    |
|                                       |       |       |       |      |       |      |      |       |
| Légende : nc = non classéSource : UCI |       |       |       |      |       |      |      |       |

## Palmarès sur piste

### Championnats du monde
- Pruszków 2019
  - 19e de la poursuite individuelle

### Championnats d'Asie
- Nakhon Ratchasima 2015
  -  Champion d'Asie de poursuite par équipes juniors
- Jakarta 2019
  -  Médaillé d'argent de la poursuite individuelle
  -  Médaillé de bronze de la poursuite par équipes
- Jincheon 2020
  -  Médaillé d'argent de la poursuite individuelle
  -  Médaillé d'argent du scratch
- New Delhi 2022
  -  Médaillé de bronze de l'américaine
- Nilai 2023
  -  Médaillé de bronze de la poursuite par équipes
- New Delhi 2024
  -  Médaillé d'argent de la course aux points
  -  Médaillé de bronze de la poursuite par équipes
  -  Médaillé de bronze de l'américaine
- Nilai 2025
  -  Médaillé d'argent de la course aux points
  -  Médaillé de bronze de la poursuite par équipes

### Jeux asiatiques et d'arts martiaux en salle
- Achgabat 2017 : 
  -  Médaillé d'or de la poursuite par équipes (avec Roman Vassilenkov, Sultanmurat Miraliyev, Artyom Zakharov[1] et Sergey Shatovkin)

### Jeux de la solidarité islamique
- Konya 2021
  -  Médaillé d'or de la poursuite individuelle
  -  Médaillé de bronze de la course scratch

### Championnats nationaux
- 2018
  - 2e du championnat du Kazakhstan de poursuite
- 2019
  -  Champion du Kazakhstan de l'américaine (avec Roman Vassilenkov)
  -  Champion du Kazakhstan de poursuite
  - 2e du championnat du Kazakhstan de l'omnium
- 2020
  -  Champion du Kazakhstan de poursuite par équipes (avec Sultanmurat Miraliyev, Dmitriy Potapenko et Ramis Dinmukhametov)
  - 3e du championnat du Kazakhstan de scratch
- 2021
  -  Champion du Kazakhstan de poursuite
  -  Champion du Kazakhstan de poursuite par équipes (avec Artyom Zakharov, Dmitriy Potapenko et Ramis Dinmukhametov)
- 2022
  - 2e du championnat du Kazakhstan de l'omnium
  - 2e du championnat du Kazakhstan du kilomètre
- 2023
  -  Champion du Kazakhstan de poursuite
- 2024
  -  Champion du Kazakhstan de poursuite
  -  Champion du Kazakhstan de course aux points
  - 2e du championnat du Kazakhstan du scratch
- 2025
  -  Champion du Kazakhstan de l'omnium[2]